# Pojistný kmen
Pojistný kmen je soubor uzavřených pojistných smluv, v zákoně ale není definováno, jestli se jedná i o smlouvy po stornu. Pojistný kmen je definován Zákonem o pojišťovnictví. Příslušenstvím kmene jsou pak dle zákona práva a povinnosti vyplývající z jednotlivých smluv, ale i finanční prostředky ve výši technických rezerv přiměřeně odpovídající kmeni.
Pojistný kmen lze převádět buď na základě rozhodnutí dozorčího orgánu (např. ministerstvo financí), nebo na základě žádosti pojišťovny. Pokud tedy chce klient svůj kmen převést jinam, musí být požádána pojišťovna.